# Есбер
Ѐсбер (на датски Esbjerg, произнася се [ˈɛsˌb̥jaɐ̯ˀ] и [ˈɛsbjɛʀʔ], поради наличие на йотация има разлика между произношението и правописа) е град в Южна Дания. Разположен е на брега на Северно море. Транспортен възел. Има международна аерогара, пристанище и жп гара. Основан е през 1868 г. Корабостроителна, машиностроителна, циментова, консервна и рибна промишленост. Риболовна база. Население 70 880 души от преброяването към 1 януари 2008.

## Спорт
Представителният футболен отбор на града носи името Есбер фБ. Той е сред най-популярните датски футболни тимове.

## Известни личности
Родени в Есбер
- Паул Нюруп Расмусен (р. 1943), политик

## Побратимени градове
- Ескилстюна, Швеция
- Ставангер, Норвегия
- Шчечин, Полша